# Encore Las Vegas
Encore Las Vegas lub Encore at Wynn Las Vegas ("Encore") – superluksusowy hotel i kasyno, położony przy ulicy Las Vegas Strip w Paradise, w stanie Nevada. Encore jest powiązany z siostrzanym kompleksem Wynn Las Vegas; oba są bowiem własnością Wynn Resorts Limited, zarządzanego przez Steve'a Wynna.
Encore otrzymał ocenę pięciu diamentów AAA i uważany jest za jeden z najbardziej luksusowych hoteli na świecie. Należące do kompleksu spa oraz Tower Suites, czyli apartamenty położone w odseparowanej części głównej wieży hotelowej, uzyskały również pięciogwiazdkową ocenę Forbesa w 2010 roku. Encore oraz Wynn zdobyły najwięcej pięciogwiazdkowych nagród Forbesa ze wszystkich obiektów wypoczynkowych oraz kasyn na świecie. 

## Historia
28 kwietnia 2006 roku Wynn Las Vegas świętował pierwszą rocznicę otwarcia rozpoczęciem prac nad drugim obiektem hotelowym. Koszt budowy nowego kompleksu, złożonego z 2.034 pokoi, który zyskał nazwę Encore Suites at Wynn Las Vegas, wyniósł 2.3 miliardy dolarów. Początkowo Encore miał być rozszerzeniem Wynn, jednak szybko stał się samodzielnym kompleksem wypoczynkowym, mimo że ściśle współpracuje z Wynn w każdej dziedzinie. Zaś z samym budynkiem Wynn połączony jest poprzez promenadę handlową. W Encore zatrudnionych jest około 5.300 osób.
Po upływie 2.5 lat od rozpoczęcia konstrukcji, o godzinie 22, 22 grudnia 2008 roku, nastąpiło oficjalne otwarcie Encore. Jednak ze względu na fakt, że w tamtym okresie świat mierzył się z kryzysem ekonomicznym, otwarcie nie było aż tak huczne, jak w przypadku Wynn. Aby zachęcić zebranych do gry, Steve Wynn podarował zaproszonym przez siebie gościom kilka milionów dolarów. Oficjalnemu otwarciu wszystkich stanowisk w kasynie towarzyszył okrzyk Wynna: "Grę czas zacząć!" oraz piosenka "Luck Be a Lady Tonight" Franka Sinatry.
W sklepie jubilerskim położonym w Encore znajduje się 231-karatowy diament, wymieniany jako "największy diament o kształcie gruszki na świecie".

## Projekt

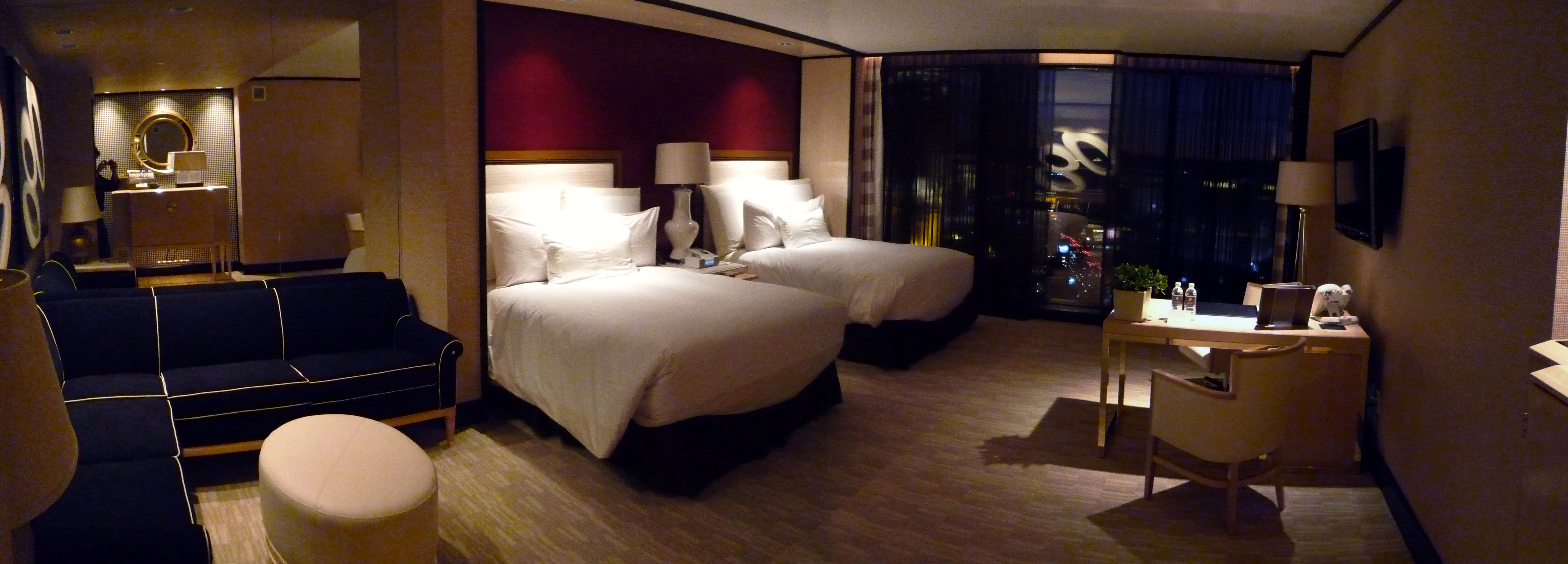
Apartament standardowy z panoramicznym widokiem na Las Vegas

W Encore znajduje się kasyno o powierzchni 6.900 m², 2.500 m² powierzchni handlowej z luksusowymi butikami, a także spa, salon piękności, pięć restauracji, siedem barów i klub nocny. Budynek ma wysokość 192 metrów i składa się z 63 pięter – trzech więcej niż siostrzany Wynn Las Vegas. W rzeczywistości obiekt nie posiada jednak 63 poziomów, gdyż piętra 13. i 40.–49. zostały pominięte w numerowaniu konstrukcji: 13 jest bowiem pechową liczbą w wielu wschodnich kulturach, podczas gdy 4, to homonim śmierci w językach azjatyckich. Wieża hotelowa składa się z dwóch sekcji: standardowej oraz nieco mniejszej i bardziej wyrafinowanej, w której znajdują się ekskluzywne Tower Suites.

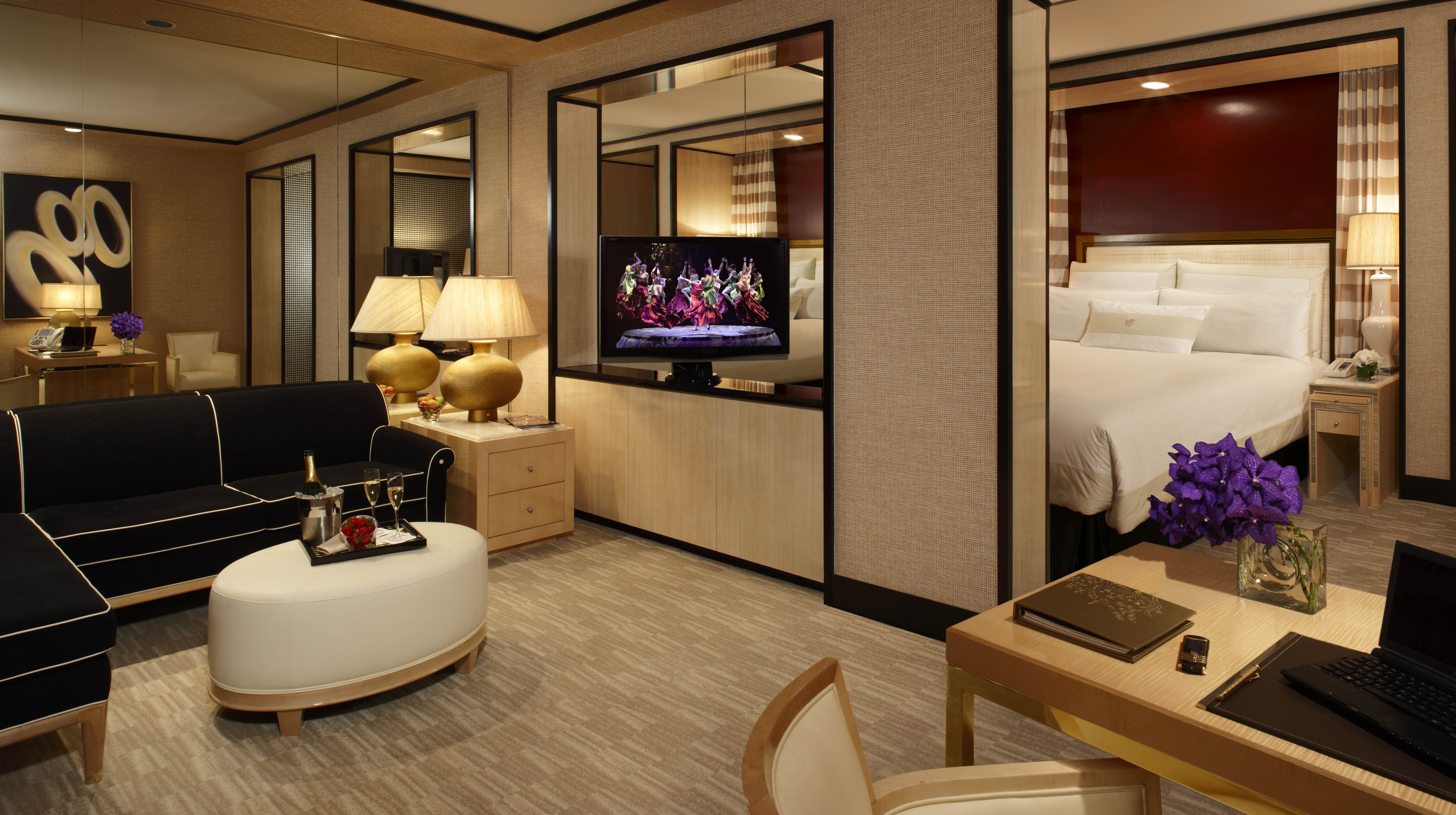
Apartament standardowy w Encore

Otwarte przestrzenie obiektu zostały zaprojektowane wykorzystując połączenie wpływów azjatyckich oraz kapryśnych, tajemniczych elementów, włączając w to dużą ilość czerwieni oraz motywów motyli (które dominują między innymi w Encore Theater). Ogólna tematyka wystroju, autorstwa Rogera P. Thomasa, zapożycza pewne aspekty z hotelu Wynn Macau w Chinach. Encore, podobnie jak Wynn Las Vegas, charakteryzują ogromne okna, gęsta roślinność i filtrowane światło naturalne, które obejmuje większy obszar kasyna niż w większości innych resortów w Las Vegas. Na obszarze wokół basenu znajduje się 29 domków, które również można wynająć. W listopadzie 2009 roku z kasyna usunięto ozdobne palmy i draperie, aby zwiększyć i otworzyć wolną przestrzeń. Steve Wynn, po przeprowadzeniu oceny zmian, zdecydował o zwiększeniu ilości roślinności, uznając jednocześnie, że obiekt prezentuje się lepiej bez zasłon.

### Apartamenty
Apartamenty standardowe, które oferuje Encore uporządkowane według rosnącej rangi oraz ceny:
- Apartament królewski z widokiem panoramicznym (dostępny w dwóch wersjach wielkości: 65 m² z widokiem na historyczne centrum Las Vegas lub 69.2 m² z widokiem na Las Vegas Strip)
- Dwułóżkowy apartament królewski z widokiem panoramicznym (dostępny w dwóch wersjach wielkości: 65 m² z widokiem na historyczne centrum Las Vegas lub 69.2 m² z widokiem na Las Vegas Strip)
- Apartament królewski (posiada wydzielony ścianą obszar salonowy, dostępny w trzech wersjach wielkości, od 65 m² do 69.2 m², w zależności od wariantu widokowego: Las Vegas Strip, basenu hotelowego lub widoku na historyczne centrum Las Vegas)
- Dwułóżkowy apartament królewski z widokiem panoramicznym (o powierzchni ok. 69.2 m², dostępny w dwóch wariantach widokowych: na Las Vegas Strip lub basen hotelowy)

Tower Suites, czyli położone w odseparowanej części wieży budynku, jeszcze bardziej wyrafinowane apartamenty, które oferuje Encore uporządkowane według rosnącej rangi oraz ceny:
- Standardowy apartament (o powierzchni od 64.8 m² do 69.2 m²)
- Apartament salonowy (o powierzchni ok. 130.8 m², z wyraźnie wydzielonym salonem)
- Apartament salonowy, dwupoziomowy (o powierzchni ok. 210.1 m², dwupiętrowy, z panoramicznym widokiem na Las Vegas, zawierający pokój do masażu, bar i dwie garderoby)
- Apartament z dwiema sypialniami (o powierzchni ok. 322.8 m², zawiera lustrzaną ścianę, widok na Las Vegas Strip i Downtown Las Vegas, bar, dwie sypialnie z oddzielnym salonem, jadalnią, pokojem do masażu i obszarem biurowym)
- Apartament-dupleks z trzema sypialniami (o powierzchni ok. 541.5 m², posiada formę prywatnej rezydencji, dwupiętrowy, zawiera m.in.: windę, pokój do gier, pokój do masażu z bieżnią, salon oraz jadalnię)

## Rozrywka
Najważniejsze wydarzenia rozrykowe w Encore prowadził wokalista i komik Danny Gans, który jednak niespodziewanie zmarł 1 maja 2009 roku. Gans, który przeszedł do kompleksu z The Mirage, dawał własne show w obiekcie, w którym wcześniej wystawiane były przedstawienia Avenue Q i Spamalot – ze względu na małą popularność, zaprzestano ich produkcji. Przestrzeń rozrywkowa, początkowo należąca do Wynn Las Vegas i zwana Broadway Theater i Grail Theater, zyskała nową nazwę, Encore Theater, aby powiązać ją z nowym resortem.

## Kluby

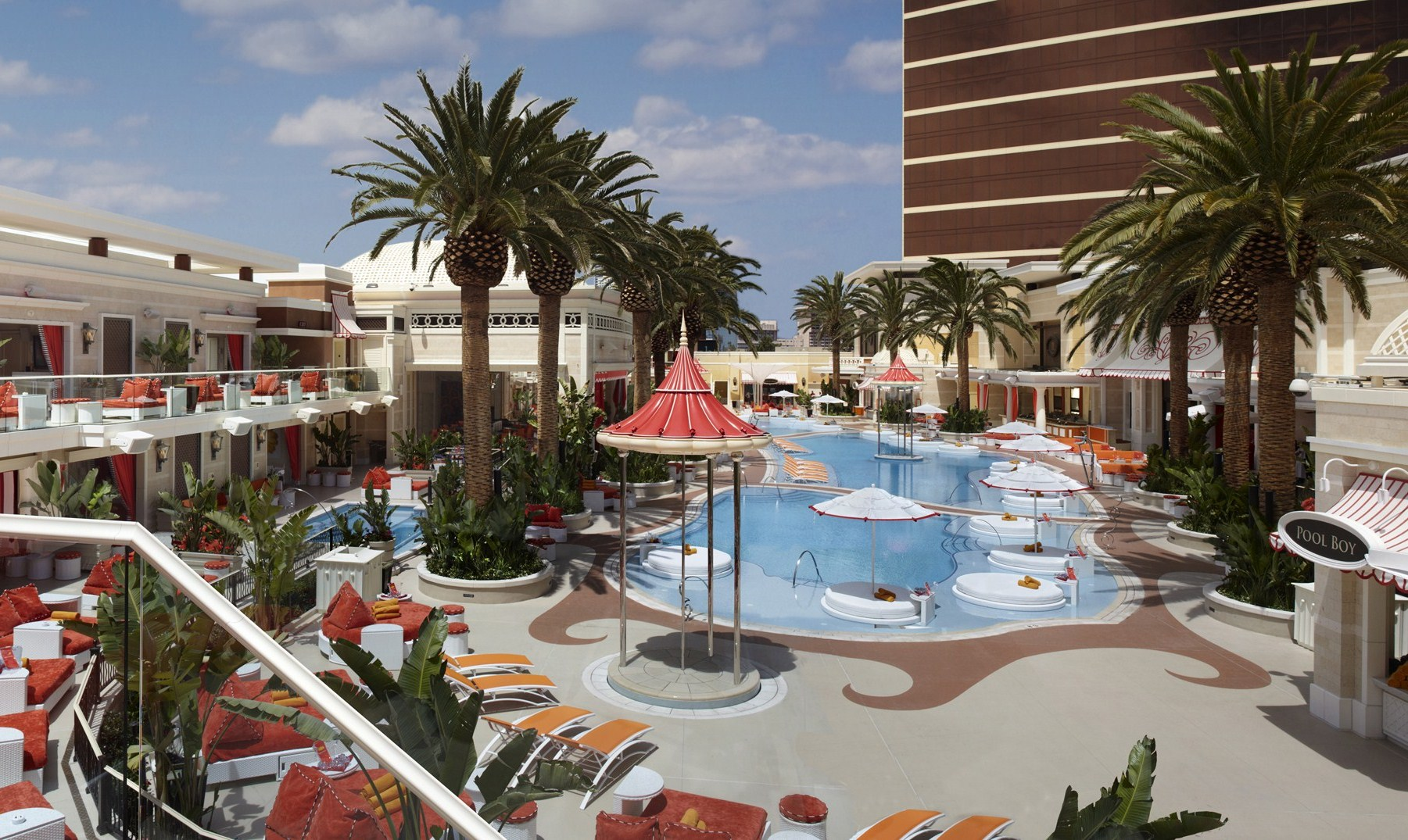
Encore Beach Club

### Encore Beach Club
Encore Beach Club oferuje atmosferę spotykaną w europejskich klubach. Klub zajmuje powierzchnię 5.600 m² i stanowi "oazę", otoczoną trzema basenami oraz 12-metrowymi palmami. Ponadto w skład Beach Clubu wchodzi pawilon do gier.

### Surrender Nightclub
Wieczorami Encore Beach Club zamienia się w klub nocny Surrender, dysponujący 460 m² powierzchni.

### XS Nightclub
Sylwester 2008 roku był datą otwarcia klubu nocnego XS o powierzchni 3.700 m², który może pomieścić 3.000 gości. Zasięgiem obejmuje zarówno lokal w budynku hotelu, jak i stoliki pod gołym niebem.

## Restauracje
W Encore znajduje się kilka restauracji, a wśród nich:
- Sinatra – 152–miejscowy, otwierany po południu steakhouse, tematycznie poświęcony Frankowi Sinatrze; zawiera m.in. wypożyczoną kolekcję nagród Grammy i Oscara, które zdobył wokalista, a także ogromne, wspólne zdjęcie Sinatry i Steve'a Wynna z 1981 roku
- Wazuzu – nowoczesne, azjatyckie bistro, w którym znajduje się ponad ośmiometrowy kryształowy smok
- Switch – inspirowana Francją restauracja typu surf and turf, której ściany, sufit i oświetlenie zmieniają kolor co 20–30 minut
- Botero – otwierany po południu steakhouse, tematycznie poświęcony kolumbijskiemu artyście Fernando Botero; w lokalu znajdują się trzy obrazy oraz dwie rzeźby jego autorstwa
- Society Cafe Encore – typowa restauracja[6]

## Galeria

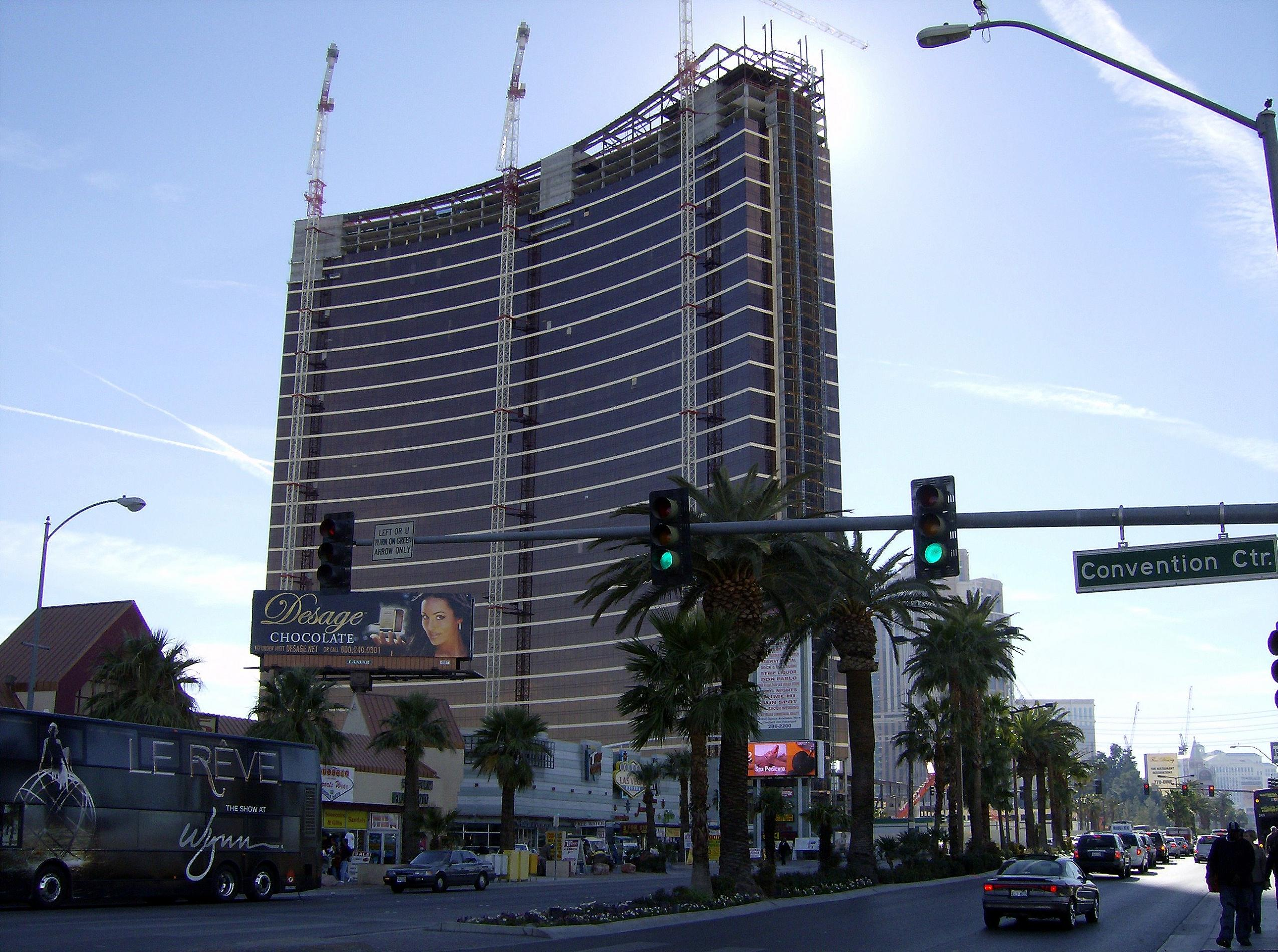
Encore na etapie prac konstrukcyjnych w grudniu 2007 roku
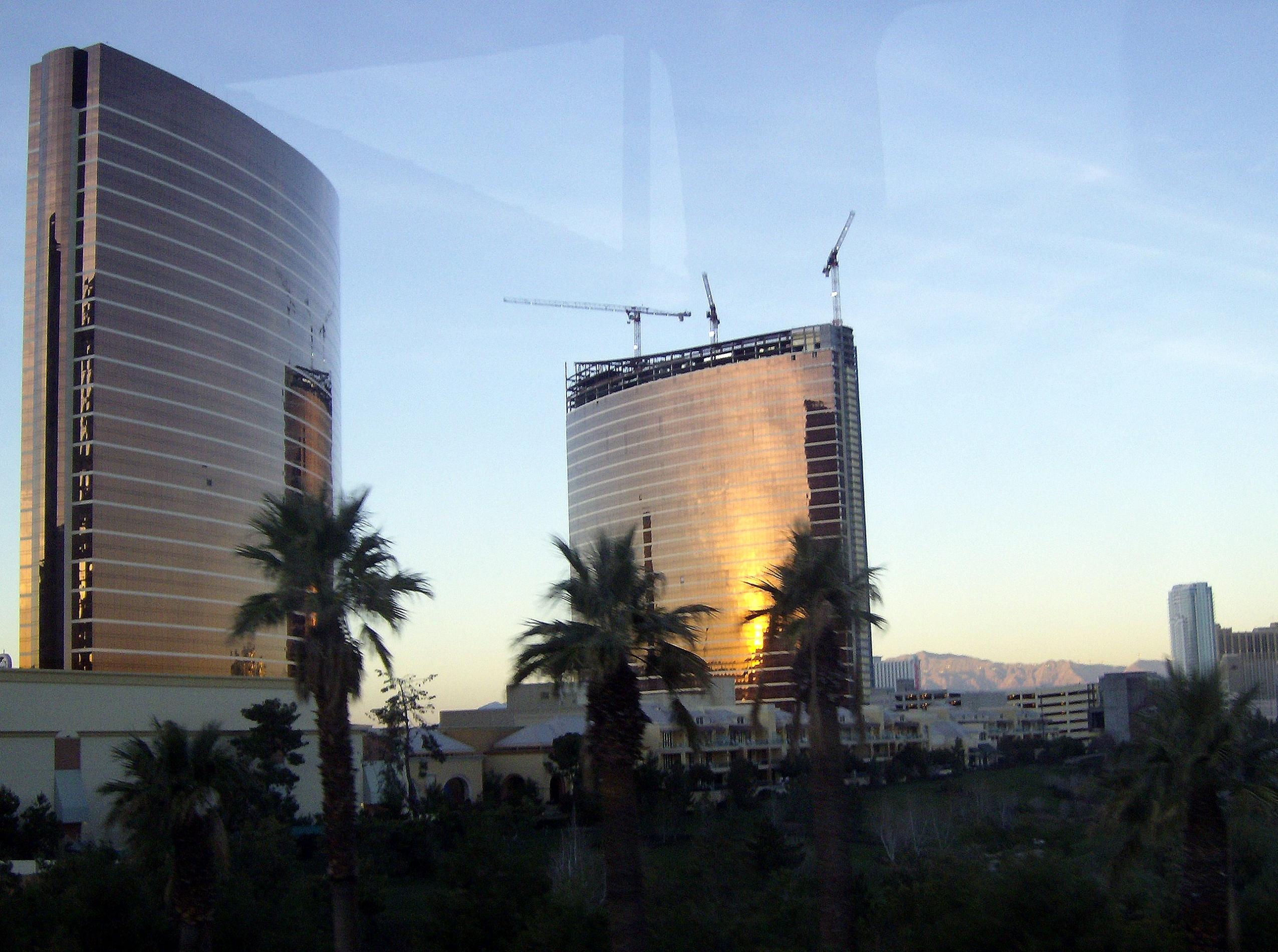
Widok na Wynn i Encore będący na etapie prac konstrukcyjnych
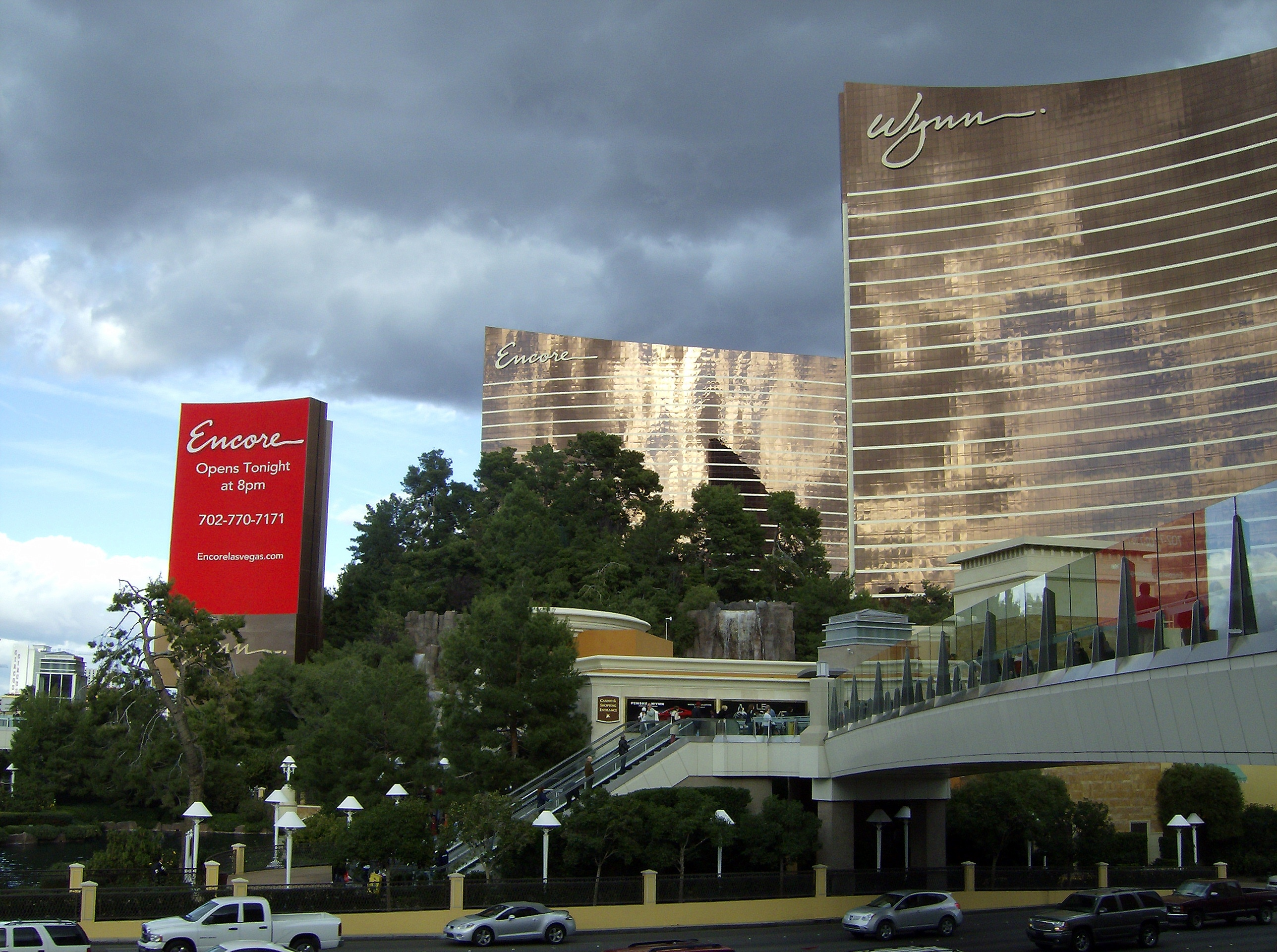
Wynn i Encore w dniu otwarcia, w 2008 roku
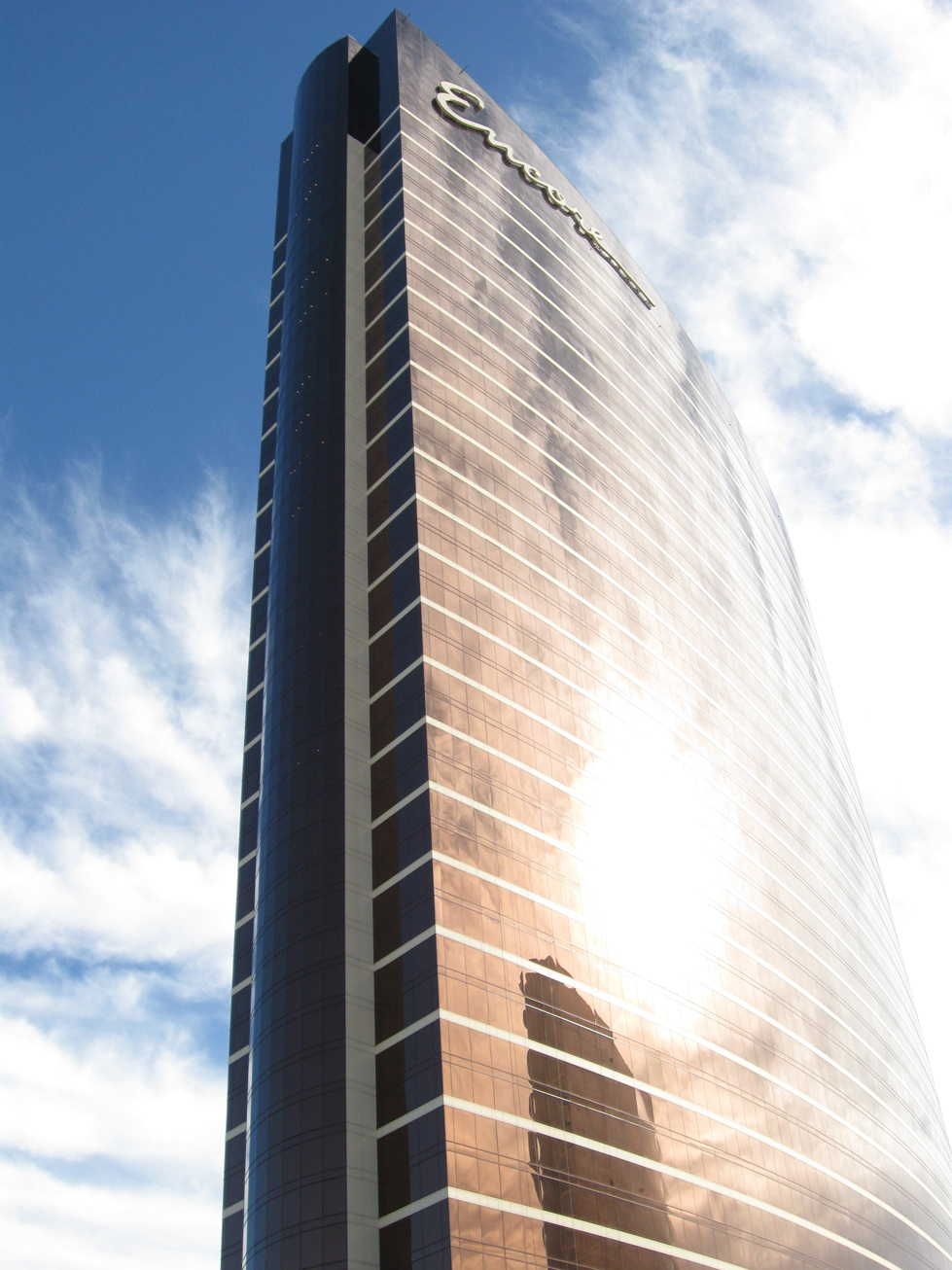
Encore widziany z Las Vegas Boulevard

## Encore Theatre
Amerykańska wokalistka Beyoncé Knowles dała kilka występów w Encore Theatre w ramach jej trasy I Am... Tour. W pełni wyprzedane koncerty, które miały miejsce od 30 lipca do 2 sierpnia 2009 roku, zostały nagrane, a następnie zmontowane i wydane na DVD I Am... Yours: An Intimate Performance at Wynn Las Vegas.
15 października 2009 roku Garth Brooks ogłosił, że podpisał 5-letni kontrakt na koncerty w Encore Theatre. Zgodnie z jego założeniami, Brooks występuje w hotelu cztery raz na tydzień przez piętnaście tygodni w roku. Pytany o szczegóły umowy, Steve Wynn odmówił podania warunków finansowych, jednak przyznał, że wokalista ma zapewniony transport prywatnym odrzutowcem ze swojej posiadłości w Oklahomie do Las Vegas.